# Geschiedenis van Korea
Dit artikel handelt over de geschiedenis van Korea van de prehistorie tot heden.

## Prehistorie

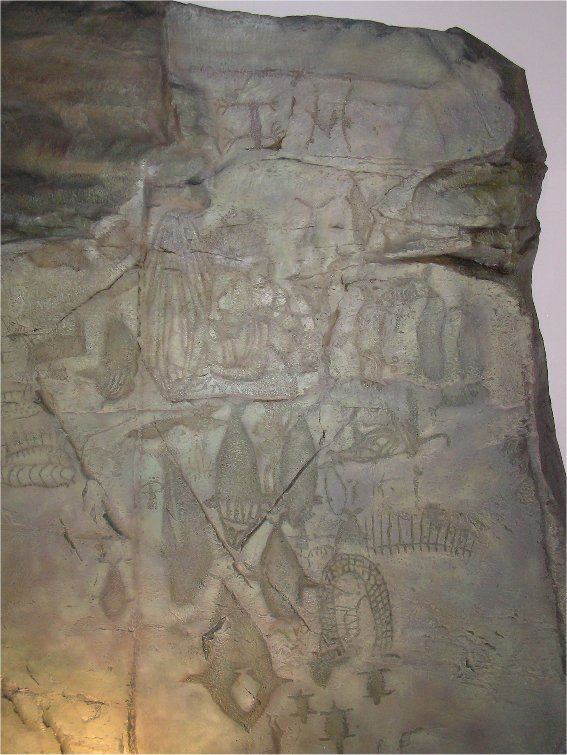
Een replica van de Bangudae petrogliefen in het Gyeongju Nationale Museum

Archeologisch bewijs toont aan dat Homo erectus reeds 700.000 jaar geleden het Koreaanse schiereiland bewoonde. Vondsten van stenen werktuigen uit het Paleolithische tijdperk (700.000 v.Chr. tot 40.000 v.Chr.) zijn teruggevonden in het huidige Noord Hamgyong, Zuid P'yongan, Gyeonggi en in de noordelijke en zuidelijke provincie Chungcheong.
Omstreeks 40.000 v.Chr. bereikte de vroege moderne mens het schiereiland. Deze mensen waren oorspronkelijk grotbewoners en gebruikten vuur om eten te koken en om zich aan te warmen. Zij waren jagers, voedselvergaarders en visten met stenen werktuigen.
Het vroegste aardewerk uit Korea dateert van rond 8000 v.Chr. of zelfs nog eerder. Aarden kommen van de Yungimuncultuur zijn teruggevonden over heel het schiereiland. Een voorbeeld van het Yungimun-tijdperk is de site van Gosan-ni in Jeju-do. Jeulmun- of kammotief-potten zijn teruggevonden na 7000 v.Chr. Aardewerk met kammotief over de volledige lengte van de potten is teruggevonden in West-Centraal-Korea en dateert van 3500 tot 2000 v.Chr. Deze is de Jeulmun-aardewerkperiode genoemd toen het Koreaanse schiereiland reeds vele nederzettingen telde. Dit aardewerk is gelijkaardig aan wat is teruggevonden in de Russische Maritieme Provincie, Mongolië en aan de monding van de Amoer- en Songhua-rivier in Mantsjoerije.

## Gojoseon
Volgens de Samguk Yusa, geschreven in de 13de eeuw, zou de eerste Koreaanse dynastie de Hwanguk geweest zijn. De tweede dynastie, Gojoseon (of Joseon 2333 v.Chr. tot de 2de eeuw v.Chr.) was gesticht door Dangun in zuidelijk Mantsjoerije en het noordelijke gedeelte van het Koreaanse schiereiland. Rond 2000 v.Chr. ontstond er in Mantsjoerije en noordelijk Korea een nieuwe keramische cultuur met geschilderde motieven. Intensieve landbouw en complexe maatschappelijke vormen vonden hun oorsprong gedurende het Mumun-tijdperk (circa 1500 - 300 v.Chr.).
Hoewel niet algemeen aanvaard in Korea, tonen latere Chinese archieven aan dat Gija, een oom van de laatste koning van de Shang-dynastie, naar Gojoseon migreerde rond de 12de eeuw v.Chr. Veel Koreaanse geleerden geloven echter dat de verhalen van Gija Joseon verfraaiingen waren van Chinese geschiedkundigen toen China en Gojoseon in oorlog waren met elkaar. Sommige geleerden beschouwen Gija Joseon als een aparte entiteit gelijklopend met Gojoseon, mogelijkerwijs als een westelijke tegenhanger van Gojoseon, gebaseerd op de Samguk Yusa, Sima Qians Shi Ji en de geografische sectie van Hanshu.
Het Bronzen Tijdperk zou in Korea rond 1500 - 1000 v.Chr. geweest zijn. Recentelijke archeologische vondsten suggereren dat het zelfs nog vroeger geweest zou zijn, namelijk rond 2500 v.Chr. Bronzen degens, spiegels en bewapening zijn teruggevonden, alsook bewijzen van ommuurde gemeenschappen. Rijst, rode bonen, sojabonen en gierst werden verbouwd. Rechthoekige kuilhuizen en in toenemende mate grotere begraafplaatsen met dolmens kan men terugvinden over heel het schiereiland. Hedendaagse bevindingen suggereren dat Gojoseon zich ontwikkelde van een feodale federatie van ommuurde dorpen en steden naar een gecentraliseerd koninkrijk. Dit op zijn minst voor de 4de eeuw v.Chr.
In de 3de eeuw v.Chr. ontwikkelde zich de ijzercultuur en begonnen de oorlogvoerende staten van China vluchtelingen meer en meer naar het oosten en het zuiden te verdringen. Rond dezelfde periode ontstond de staat Jin in het zuidelijke gedeelte van het Koreaanse schiereiland. Veel is er over de Jinstaat niet terug te vinden, maar Jin knoopte wel relaties aan met Han China en exporteerde goederen naar de Japanse Yayoi. Ondanks de geringe informatie die terug te vinden is, geloven sommigen dat een koning van Gija Joseon naar Jin vluchtte na de coup van de Wiman en dat dit later evolueerde in de Samhanconfederatie.

### Teloorgang en de val van Gojoseon
Het verloop van de teloorgang en de uiteindelijke val van de Gojoseon wordt door geschiedkundigen verschillend beoordeeld, afhankelijk van hoe ze de theorie van Gija bekijken.
Een mogelijke weergave van de teloorgang van Gojoseon is dat het uiteenviel tegen de 1ste eeuw v.Chr. en geleidelijk de controle verloor over zijn tegenstanders. Hierdoor ontstonden geleidelijk aan meerdere kleinere staten zoals Buyeo, Okjeo, Dongye, Guda-guk, Galsa-guk, Gaema-guk, Hangin-guk, etc. De oorsprong van Goguryeo en Baekjae is terug te vinden in de Buyeo.

## Drie Koreaanse proto-koninkrijken
De vroegste periode van het drie-koninkrijkenperiode, voordat deze staten dominante gecentraliseerde koninkrijken werden, wordt soms de Proto-drie-koninkrijkenperiode genoemd (2de eeuw v.Chr. - 3de eeuw na Chr.).
Na de val van de Gojoseon, ontwikkelde de Jin in het zuidelijk gedeelte van het schiereiland zich in drie losse confederaties: Mahan, JInhan en Byeonhan (gezamenlijk de Samhan).
Rond de 2de eeuw v.Chr. was in het noorden Goguryeo gesticht vlak tegen de huidige grens van Noord-Korea met China. Zij beweerden de erfgenaam te zijn van een tak van de Buyeo. De Goguryeo veroverden naast een aantal kleinere staten ook Okjeo, Dongye en de restanten van de Buyeo. De laatste Chinese commanderij in Lelang werd vernietigd in 313 na Chr.
Mahan werd later opgenomen in Baekje in de 4de eeuw na Chr., Jinhan werd opgenomen in Silla en Byeonhan werd opgevolgd door Gaya. Deze laatste werd volledig geannexeerd door Silla in 562 na Chr.

## Drie-koninkrijkenperiode
De drie koninkrijken (3de eeuw na Chr. - 668 na Chr.) refereren aan Koguryo, Paekche en Silla. Alhoewel de periode ter discussie staat, bestonden Buyeo en Gaya elk tot respectievelijk de 5de en de 6de eeuw na Chr. Oorlogen werden in deze periode onderling uitgevochten, maar ook tegen China. Vooral tegen China werden deze voornamelijk uitgevochten in Koguryo, maar ook in Mantsjoerije tegen de Koreaanse grens.
De eerste unificatie naar een Verenigd Silla van het Koreaanse schiereiland was in 668 na Chr. met behulp van China.

### Koguryo (37 v.Chr. - 668 na Chr.)
Koguryo, ook wel Goguryeo, werd als eerste gesticht en was eveneens ook het grootste van de drie. Koguryo werd gesticht in 37 v.Chr. door Dongmyeongseongwang. Zijn geboortenaam was Jumong. Hij reisde vanuit het zuiden van Mantsjoerije om zijn broer Daeseo te ontvluchten die hem wou doden. In noordelijk Korea verenigde Jumong al de oorlogvoerende staten in Koguryo. Jumong werd een zeer sterk leider en na de val van Mantsjoerije door China heroverde hij zijn land en vormde hij Koguryo om tot een machtige staat.
In de 5de eeuw na Chr. bereikte Koguryo zijn hoogtepunt toen Keizer Gwanggaeto de Grote en zijn zoon Jangsu een expansie doorvoerden tot in het overgrote gedeelte van Mantsjoerije en delen van Mongolië. Zij namen ook de regio Seoel af van de Paekche waardoor Koguryo een van de machtigste staten werd van Oost-Azië. Gedurende hun regering onderwierpen zij ook de Paekche en de Silla waardoor zij een losse unificatie creëerden van Korea. Munjamyeon, de kleinzoon van Jangsu, veroverde Buyeo in 494 na Chr. De Koguryo keizers overheersten niet alleen de Koreanen, maar ook Chinese en andere Tunguskische stammen in Mantsjoerije en noordelijk Korea.
Koguryo versloeg een massieve Chinese invasie in de Koguryo-Sui-Oorlog (598 na Chr. - 614 na Chr.) wat bijdroeg tot de val van de Sui. Hij weerstond ook de Tang-dynastie die Koguryo aanviel uit wraak. Hierdoor beschermde Koguryo het volledige Koreaanse schiereiland van een invasie.
Na de veelvuldige oorlogen verzwakte Koguryo en na een interne machtsstrijd werd het veroverd door een alliantie van Silla en Tang in 668 na Chr.
Koguryo was het allereerste koninkrijk dat boeddhisme aannam als een staatsreligie en wel in 372 na Chr.

### Paekche (18 v.Chr. - 660 na Chr.)

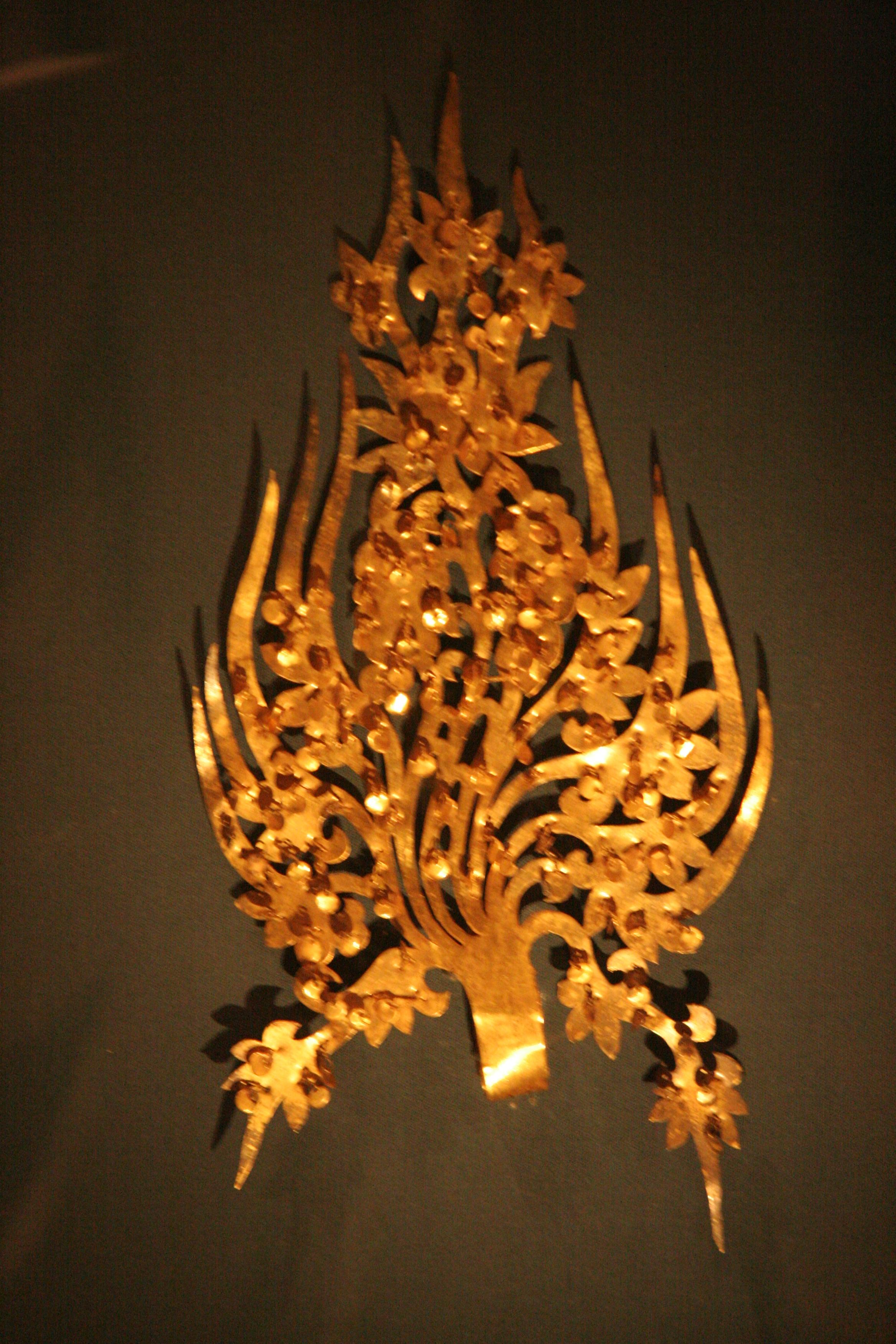
Een van de twee gouden diademen die gedragen werden door de koning van Paekche Mureong

De stichting van Paekche, ook wel Baekje, door koning Onjo in 18 v.Chr. volgde die van zijn buren en rivalen Goguryeo en Silla. Het bestaan van dit zuidwestelijk koninkrijk is veelvuldig gedocumenteerd in de Chinese archieven van 345 of 372 na Chr. Er zijn zelfs vroegere Chinese teksten die melding maken van een Paekche-staat onder de Mahan-confederaties in de 1ste eeuw v.Chr. De Sanguo Zhi vermelden ook een Mahan-rijk dat Paekche werd genoemd. Ondanks de onzekerheid van zijn oorsprong, was het derde koninkrijk zeker en vast als een stadstaat ontstaan. Deze als een lid van de Mahan-confederatie in de monding van de Han-rivier (dicht bij het huidige Seoel). Daarna begon het zich uit te breiden naar het zuidwesten toe (provincies Chungcheon en Jeolla). Daardoor werd het een belangrijke politieke en militaire macht. Hierdoor kwam het in een hevig conflict met Goguryeo en de Chinese commanderijen.
Op zijn hoogtepunt in de 4de eeuw, had het alle Mahan-staten geabsorbeerd en het grootste gedeelte van het westelijke Koreaanse schiereiland aan zich onderworpen (inclusief de hedendaagse provincies Gyeonggi, Chunchon en Cholla en grote delen van Hwanghae en Kangwon). Deze werden beheerd via een centrale regering. Gedurende deze veroveringen nam het de Chinese cultuur en technologie over via contacten met de Zuidelijke Dynastieën.
Paekche speelde een belangrijke rol in het overbrengen naar Japan van culturele ontwikkelingen zoals het Chinese schrift, Boeddhisme, ijzerverwerking, geavanceerd aardewerk en ceremoniële begrafenisriten. Andere culturele aspecten werden ook overgebracht toen Paekche zich overgaf aan Japan. Paekche werd uiteindelijk verslagen door een coalitie van Silla en Tang legers in 660 na Chr.

### Silla (57 v.Chr. - 935 na Chr.)
Volgens de legende werd het koninkrijk Silla opgericht door de eenmaking van 6 stammen van de Jinhan confederatie in de buurt van Bak Hyeokgeose in 57 v.Chr. De huidige locatie van Silla is in het zuidoosten van Korea terug te vinden. Deze bevatte onder andere de havenstad Busan en hierdoor verkreeg Silla later ook een zeemacht die verantwoordelijk was voor de vernietiging van de Japanse piraten. Vooral tijdens de periode van Verenigd Silla.
Silla-artefacten, waaronder een uniek gouden metaalwerk, toont de invloed van de noordelijke nomadische steppen met minder invloed dan werden getoond bij Goguryeo en Baekje. Silla expandeerde snel door de bezetting van de Han rivier en door het verenigen van de stadstaten.
In de 2de eeuw na Chr. bestond Silla uit een grote staat die alle naburige stadstaten aan zich onderwierp en zodoende een grote invloed had op hun. De opkomst van Silla begon met de annexatie van de Gaya confederatie in 562 na Chr. De Gaya confederatie was een klein koninkrijk tussen Baekje en Silla. Silla weerstond vele malen de expansiedrift van Baekje en Japan en wisselde regelmatig van bondgenootschap tussen Baekje en Goguryeo.
Koning Muyeol van Silla gaf in 660 na Chr. het order aan zijn leger om Paekche aan te vallen. Generaal Kim Yu-shin, geholpen door de Tang strijdkrachten, veroverde Paekche. In 661 na Chr. probeerden Silla en de Tang-strijdkrachten Goguryeo aan te vallen, maar werden afgeslagen. Koning Munmu, zoon van Muyeol en neef van generaal Kim, beval zijn oom om een nieuwe campagne te voeren in 667 na Chr. en hierdoor werd Goguryeo verslagen in 668 na Chr. De opkomst van Silla leidde tot de allereerste vereniging van het Koreaanse schiereiland toen het Goguryeo en Baekje had verslagen. Deze periode is gekend als Verenigd Silla.

## De periode van Noordelijke en Zuidelijke staten

### Verenigd Silla (668 na Chr. - 935 na Chr.)
Verenigd Silla heeft het 267 jaren uitgehouden totdat het werd vervangen door Goryeo in 935 na Chr. Het wordt ook wel de Noord-Zuidstaat genoemd met betrekking tot Balhae.

#### Opkomst van Silla
Terwijl Goguryeo zijn best deed om de Chinezen uit Korea te houden, werd Kaya als eerste geannexeerd door Silla. Kaya was een klein koninkrijk dat behoorde tot de drie koninkrijken. Echter, het was klein en werd overheerst door zijn sterkere buur Silla. Tegen 660 na Chr. vormde Silla een alliantie met de Tang dynastie van China om Baekje en later Goguryeo te veroveren. Hierdoor trok het Hof van Baekje zich terug naar Japan. Na de hulp van de Tang, gaf Silla een groot deel van noordelijk Korea aan China. Dit vormde de eerste verenigde staat van Korea, beter bekend als Verenigd Silla.
Na het einde van de oorlog nam de Tang-delen van het grondbezit van Goguryeo over. Zij begonnen Baekje te regeren en richtte er gemeenschappen op. Hierdoor werd het duidelijk wat de intentie van de Tang was, namelijk het veroveren van Silla. Silla reageerde door de Chinezen in Baekje en noordelijk Korea aan te vallen in 671 na Chr. Hierop reageerde China door een invasie van Silla als een tegenaanval in 674 na Chr. Maar dankzij het leiderschap van generaal Kim Yu-shin, werd het Chinese leger in het noorden vernietigd waarop de laatste Tang troepen zich terugtrokken in China.
Doordat Silla de Tang-strijdkrachten uit het schiereiland verjoeg in 676 na Chr. en bereikte zo een vereniging van het leeuwendeel van de drie koninkrijken. Korea was nu volledig verenigd door Silla en dit voor de volgende 200 jaar. Korea kende een grote bloei en de Koreaanse cultuur en kunst kende nieuwe hoogtepunten. Een tijdperk van vrede en stabiliteit volgde, ondanks het toenemend aantal van Japanse piraten.

#### Cultuur

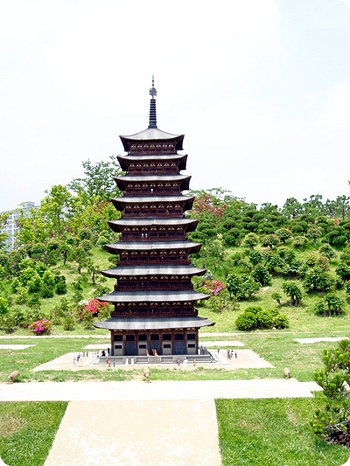
Dit is een replica van de beroemde 80 meter hoge pagode bij de Hwangnyongsa Tempel die vernietigd is door de Mongolen

Verenigd Silla was een periode waarin de Koreaanse kunsten een grote bloei kende en waarbij het Boeddhisme een groot onderdeel werd van zijn cultuur. Boeddhistische kloosters zoals Bulguksa zijn voorbeelden van een geavanceerde Koreaanse architectuur en Boeddhistische invloed. Voorbeelden van door de staat gesponsorde kunst en architectuur zijn de tempels van Hwangnyongsa en Bunhwangsa en Seokguram Grotto, een werelderfgoedlocatie.

#### Hwarang
Ondertussen richtte Silla een sterke militaire traditie gesteund door edelmannen. Deze werden de Hwarang of de 'gebloemde jeugd' genoemd. Dit kan ook vertaald worden als 'bloemridders'. De Hwarang waren jonge mannen van wie we het meeste kennen dankzij de geschriften van de Samguk Sagi (1145 na Chr.) en de Samguk Yusa (ca. 1285 na Chr.).
In eerste instantie kwamen de Hwarang tezamen in sociale verenigingen en genoten zij van boogschieten of andere sporten. Nadien kwam er een meer militair aspect bij te pas, namelijk een opleiding tot elite soldaten. De Hwarang muntten uit in boogschieten, paardrijden en zwaardvechtkunst. Vele Silla-generaals waren ooit Hwarang, inclusief Kim Yu-shin, een van de grootste Koreaanse generaals.
De militaire traditie met betrekking tot het trainen van elitesoldaten zorgde voor vrede en stabiliteit in Korea. Dit bracht Korea voorspoed op economisch en cultureel vlak. De Hwarang bevochten ook de Japanse piraten.

#### Silla's val
Rond 780 na Chr. begonnen er politieke problemen toen koningen van Silla werden vermoord door verzetsstrijders. Deze verzetsstrijders slaagden er bijna in om Silla omver te werpen. Echter, dit verzwakte Silla zodanig dat een tijdje later de vroegere Baekje erfgenamen Baekje opnieuw oprichtten. In het noorden werd Goguryeo opgericht. Korea was opnieuw opgedeeld zoals vroeger.

## Balhae (699 na Chr. - 926 na Chr.)

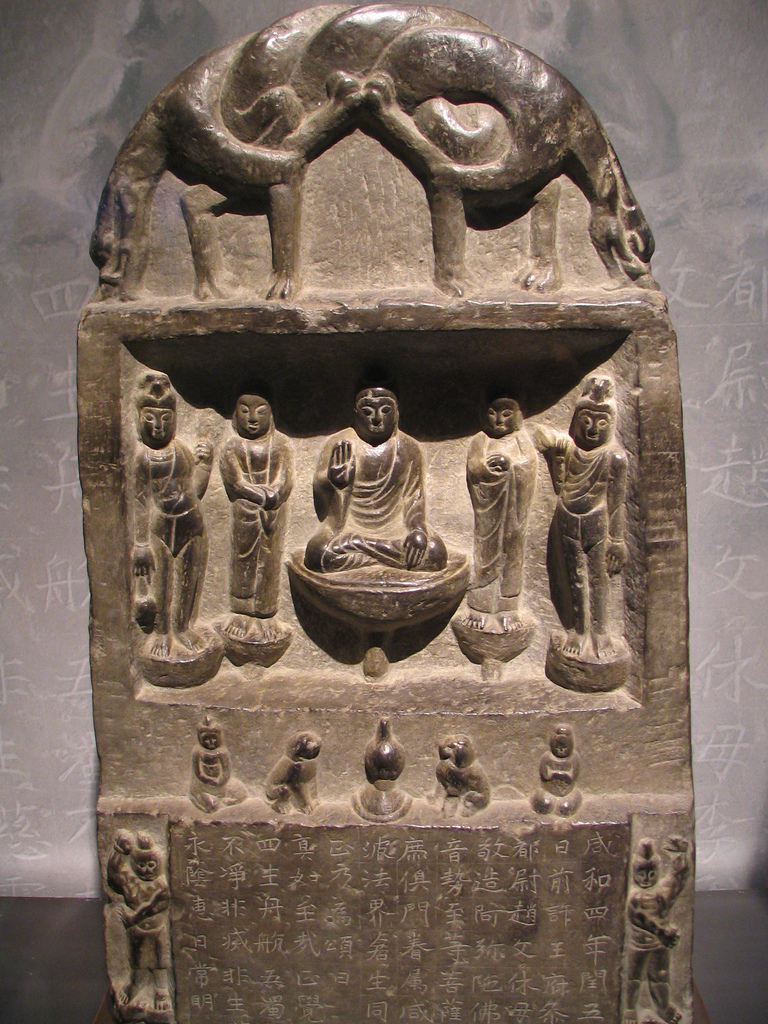
Balhae-stele in het Nationale Museum van Korea

Balhae werd opgericht in het noordelijk gedeelte van wat vroeger Goguryeo was door generaal Dae Joyeong. Balhae beheerste het noordelijkste gedeelte van het Koreaanse schiereiland, een groot gedeelte van Mantsjoerije (hoewel het schiereiland Liaodong niet bezette voor het grootste deel van zijn bestaan). Balhae expandeerde zelfs tot in het huidige gedeelte van de Russische Maritieme Provincie. Balhae stelde zichzelf als de opvolger van Goguryeo en nam ook veel over van het Tang-keizerrijk zoals de lay-out van zijn hoofdstad.
Gedurende de lange regeerperiode van de derde keizer, Dae Heummu (737 na Chr. tot 793 na Chr.), kende Balhae een periode van relatieve vrede en stabiliteit en kende een culturele bloei. Net als Silla werd de cultuur van Balhae sterk beïnvloed door het Boeddhisme. In 926 na Chr. werd Balhae veroverd door de barbaarse Kitan.
Er zijn geen historische verslagen bewaard van de Balhae en de Liao hebben dan ook geen geschiedenis achtergelaten van hun. Goryeo absorbeerde een deel van het grondgebied van de Balhae en ontving Balhae vluchtelingen, inclusief de kroonprins en de koninklijke familie. De Samguk Sagi ("Geschiedenis van de drie Koninkrijken") bevat passages over Balhae, maar bevat geen dynastieke tijdslijn ervan. De achttiende-eeuwse historicus Yu Deukgong van de Joseon-dynastie, verdedigde een grondige studie van Balhae als een deel van de Koreaanse geschiedenis en linkte de term "Zuid-Noord Naties Periode" naar dit tijdperk.

## Het tijdperk van de latere drie koninkrijken (892 na Chr. - 936 na Chr.)
De latere drie koninkrijken bestonden uit Silla, Hubaekje (het latere Baekje) en Taebong (ook bekend als Hugoguryeo, het latere Goguryeo). De laatste twee werden aangezien als erfgenamen van de vroegere drie koninkrijken van Korea.

### De opkomst van het latere Goguryeo
Taebong (het latere Goguryeo) werd oorspronkelijk geleid door Gung Ye, de oprichter van het latere Goguryeo. Interessant is dat Gung Ye eigenlijke een boeddhistische monnik was. Alhoewel hij de oprichter was van het latere Goguryeo, was hij heel onpopulair bij de Koreaanse bevolking.
In 918 na Chr. nam Wang Geon (877 na Chr. - 943 na Chr.) de macht over van Gung Ye toen deze laatste zijn eigen vrouw en zoon vermoordde.
Wang Geon was heel populair bij het volk en hij besloot dan ook om het hele Koreaanse schiereiland te verenigen onder één regering. Hij viel het latere Baekje in 934 na Chr aan met veel machtsvertoon. In 936 na Chr. gaf deze zich dan ook over. In 935 na Chr. gaf Silla zich ook over aan hem.

## Goryeo (918 na Chr. - 1392 na Chr.)
Goryeo was opgericht in 918 na Chr. en verving Silla als overheersende dynastie van Korea (Goryeo is de verkorte vorm van Goguryeo en de oorsprong van de Engelse benaming Korea). Deze dynastie duurde tot 1392 na Chr. Gedurende deze periode werden wetten in wetteksten gegoten en werd er een systeem van ambtenaren vastgelegd. Boeddhisme kende een grote opgang en werd verspreid doorheen het Koreaanse schiereiland. De ontwikkeling van de porseleinindustrie kende een grote opgang in de 12de en 13de eeuw. De publicatie van de Tripitaka Koreana en de ontwikkeling van de eerste metaaldruk in de wereld in de 13de eeuw, getuigen van Goryeo's culturele verwezenlijkingen.
In 1321 begonnen de Mongolen hun campagne tegen Korea en na 25 jaar strijd onderwierp de koninklijke familie zich via het ondertekenen van een verdrag met de Mongolen. Goryeo overleefde de volgende tachtig jaren, maar moest wel de bemoeienissen van de Mongolen ondergaan.
Rond 1340 na Chr. tekende zich een verval in het Mongoolse rijk dankzij de interne machtsstrijd die er heerste. Koning Gongmin was eindelijk vrij om de heerschappij van Goryeo te hervormen. Gongmin werd geconfronteerd met veelvuldige problemen zoals het verwijderen van de pro-Mongoolse aristocraten en hogere militairen. Andere problemen waren landbehoud en het verzachten van de animositeit die er heerste tussen de Boeddhisten en de volgers van Confucius.
Een ander groot probleem waren de Japanse piraten die invallen organiseerden die tot diep in het schiereiland gingen. Generaal Yi Seonggye onderscheidde zichzelf dankzij het afweren van deze piraten in een serie van zeer succesvolle aanvallen. De Goryeo-dynastie duurde tot 1392, toen Yi Seonggye de macht overnam dankzij de steun van de adel.

## Joseon (1392 na Chr. - 1910 na Chr.)

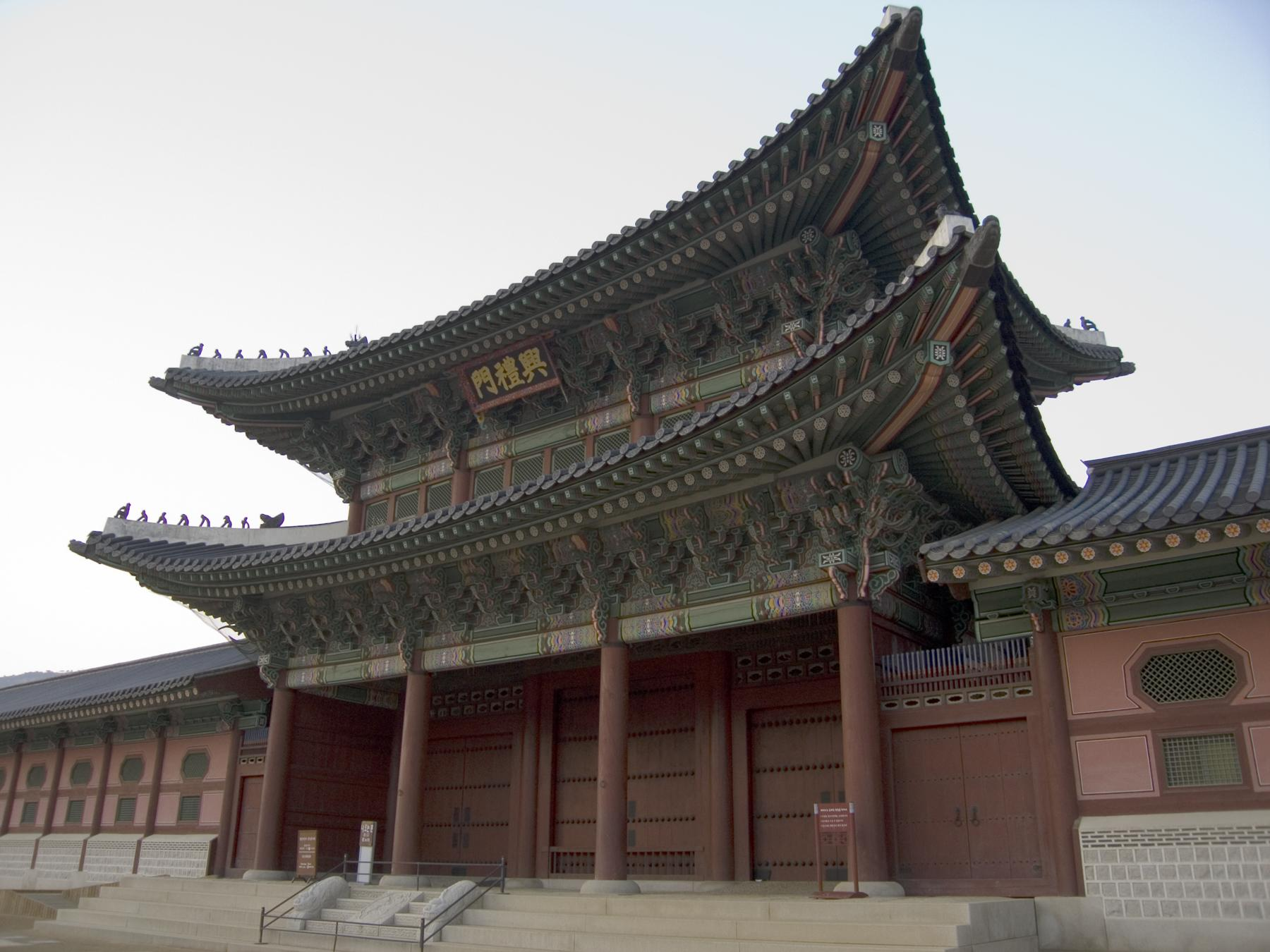
Gyeongbokgung

In 1392 werd de Koreaanse generaal Yi Seonggye gestuurd naar China om er campagne te voeren tegen de Ming-dynastie. Hij keerde echter terug en verjoeg de Goryeo-koning om een nieuwe dynastie te stichten. Hij noemde het de Joseon dynastie ter ere van het voormalige Joseon (Gojoseon is de eerst Joseon. 'Go' was toegevoegd om het onderscheid te maken tussen de twee). Generaal Yi werd koning Taejo van Joseon. Koning Taejo verhuisde de hoofdstad naar Hanseong (het voormalige Hanyang; het huidige Seoel) en bouwde het Gyeongbokgung paleis. In 1394 adopteerde hij het Confucianisme als de officiële staatsideologie. Dit ten koste van de macht en de rijkdom van de Boeddhisten. Hoewel Joseon politiek onstabiel was, ging het vooruit op wetenschappelijk en cultureel vlak. Hierbij werd ook het Hangul alfabet uitgevonden door koning Sejong in 1443 na Chr.

### Machtsstrijd
Hoewel koning Taejo (vroeger genoemd Yi Seong gye) erin slaagde om de regering onder zijn controle te brengen en zichzelf te kronen, kwamen er politieke problemen. Koning Taejo had twee vrouwen, bij beide had hij vele zonen.
Na de initiële oprichting van Joseon, werd koning Taejo geconfronteerd met de vraag wie zijn opvolger mocht worden. Al snel werd het duidelijk dat alleen de beste prins de opvolger kon zijn waardoor alle prinsen hun best deden om het vertrouwen te winnen van de koning.
Eerst werd Yi Bang-seok aangeduid als troonopvolger, maar de rivaliteit werd zo intens dat, toen er een andere prins samen zwoer om Yi Bang-Seok te vermoorden, Yi hem onmiddellijk vermoordde, tezamen met al zijn volgelingen. Hierdoor werd de machtsstrijd zo gewelddadig dat er meerdere prinsen werden vermoord om de competitie te verminderen.
Koning Taejo was zo ontsteld om te zien hoe zijn zonen elkaar vermoordden, dat hij Yi Bang-gwa als troonopvolger aanwees. In een andere samenzwering van een jongere broer Yi Bang-weon, was koning Jeongjong verplicht om af te treden om Yi Bang-weon, nu koning Taejong in zijn plaats te laten aantreden.

### Consolidatie van de Joseon-regering
Joseon was een extreem strenge maatschappij. Het Joseon-hof hield complete controle over de economie en het leger. Wanneer een burger de wet overtrad, kreeg hij een heel strenge straf. Martelpraktijken, stokslagen en verminkingen waren de regel gedurende het Joseon-tijdperk.
Koning Taejo liet onmiddellijk alle ambtenaren executeren die trouw waren aan Goryeo. Hierna begon hij zeer snel met het selecteren van getrouwen voor verschillende overheidsinstellingen waardoor zijn regering stabiliseerde.
Koning Taejo ontketende zijn macht over Joseon door het vermoorden van de overblijvende ambtenaren die nog trouw waren aan Goryeo. Deze kregen namelijk ook invloed over Joseon waardoor koning Taejo bang werd voor een rebellie. Daarom gaf hij het bevel om deze ambtenaren op schepen te plaatsen met de valse belofte dat ze zouden worden gebracht naar een plaats waar ze op zichzelf konden leven. Dit was echter een valstrik, want eenmaal toen de schepen hun havens verlieten, werden ze tot zinken gebracht en zo dus werd er een effectief einde gemaakt aan de volledige koninklijke lijn van Goryeo.
Koning Taejong, de derde koning van Joseon declareerde wetten die het zeer moeilijk maakte om ooit nog een revolutie te ontketenen. Hij verbande het gebruik van privé legers, legde de macht van ambtenaren en leiders aan banden en verhoogde het aantal beroepssoldaten in de hoofdstad en in de garnizoenen die over heel het land verspreid waren.

### Economie
Nadat het Joseon hof was opgericht en voltooid, kende de economie een grote voorspoed. Vooral in de vroegste periode van het Joseon tijdperk, ten tijde van de regering van koning Sejong, was de economie stabiel. Echter, omwille van de Japanse invasies van 1592 tot 1598 na Chr. en door corruptie, schandalen en een hoge belasting, begon de economie te stagneren.

#### Kastenstelsel

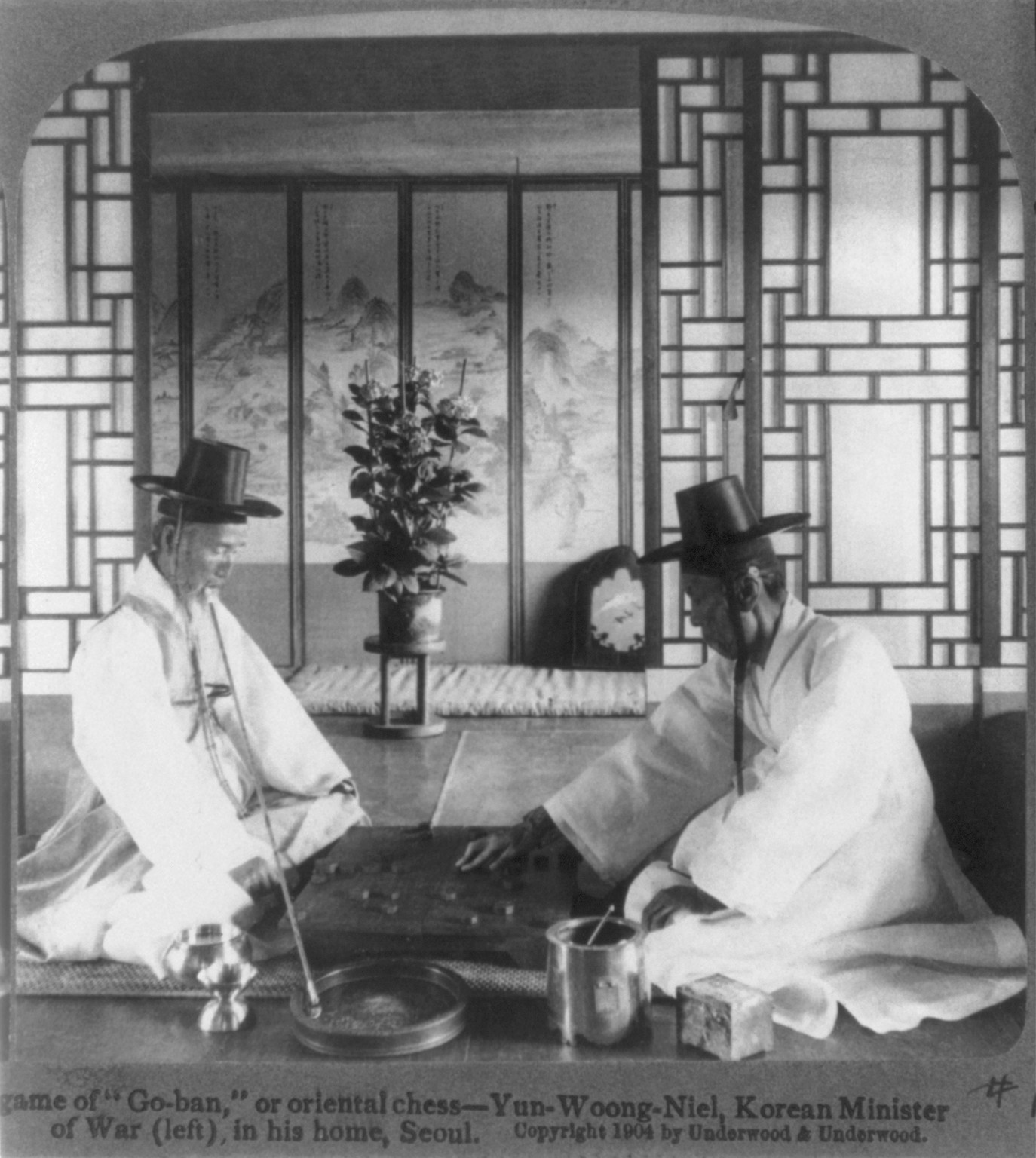
Yangban

Joseon vormde een strikt kastenstelsel dat een grote invloed had op haar economie. De koning was aan de top van het systeem, terwijl de yangban, ambtenaren en generaals onder hem stonden. Yangban waren invloedrijke geleerden gedurende de Joseon dynastie. De middenklasse bestond uit handelaars en ambachtslui zoals smeden, schoenmakers, enz. De grootste groep was de laagste klasse die uit landbouwers en slaven bestond. 30 % van de totale populatie bestond uit slaven.
De Joseon-dynastie was de langstlevende Confuciaanse dynastie en Korea's laatste koninklijke dynastie.
Joseon onderging meerdere Japanse invasies van 1592 tot 1598 na Chr. Dit conflict wordt beschreven via het gebruik van schildpadschepen en hwachas door admiraal Yi Sun-sin en het Koreaanse leger. Er waren ook invasies door Mantsjoerije in 1627 en 1636 na Chr. Hierna erkende Joseon de legitimiteit van het Qing keizerrijk. Handel bestond er tussen Japan en Busan. Zendelingen werden verstuurd naar Edo in Japan, maar dit was niet wederzijds. Europeanen mochten geen handel drijven in Koreaanse havens tot en met 1880 na Chr.
De binnenlandse politiek werd getekend door een interne machtsstrijd tussen de Confuciaanse bureaucraten. Ondanks de pogingen om Europese technologie te introduceren door de Jezuïetenmissies in Peking, bleef de Koreaanse economie grotendeels onbeduidend dankzij een zwakke muntcirculatie en sociale ontmoediging.

### 19de eeuw
In de 19de eeuw probeerde Korea de opening naar een ongelimiteerde internationale handel te controleren en te beïnvloeden door alle grenzen te sluiten (behalve die met China). In 1853 bezocht de Amerikaanse kanonneerboot USS South America de stad Busan voor tien dagen en had een beminnelijk contact met lokale Koreaanse ambtenaren. Verschillende Amerikanen die schipbreuk hadden geleden op de kusten van Korea in 1855 en 1865 werden goed behandeld en naar China gestuurd voor repatriatie. Het Joseon hof was goed op de hoogte van de buitenlandse invasies en overeenkomsten met Qing-China, alsook de Opiumoorlogen daar. Zij volgden een voorzichtige buitenlandse politiek en een terughoudende uitwisseling met het Westen totdat in 1866 het 'General Sherman-incident' de Verenigde Staten en Korea op de rand van oorlog bracht. De aanleiding was dat de Verenigde Staten handel wilden voeren met Korea. In 1866 was er ook een Franse strafexpeditie naar Korea na de executie van Franse missionarissen, maar deze expeditie had een teleurstellend resultaat voor de Fransen.
In 1871 stuurde de Verenigde Staten oorlogsschepen naar Korea maar de Amerikanen trokken zich al snel weer terug. De Koreanen noemen dit de Shinmiyangyo en de Amerikanen de '1871 US-Korea campagne'. Rond 1876 slaagde een snel moderniserend Japan er in de havens van Korea te openen. Japan daagde op die manier het Qing-keizerrijk (China) uit dat Korea historisch gezien in zijn invloedssfeer zag. De uitbreiding van de Japanse invloed leidde tot de Eerste Chinees-Japanse Oorlog (1894-1895). In 1895 vermoordden de Japanners keizerin Myeongseong, die Russische hulp zocht tegen de Japanse uitbuiting. Rusland probeerde Korea bij te staan maar moest zich terugtrekken. Het Koninkrijk Joseon werd in 1897 in "Daehan Jeguk" (Koreaanse Keizerrijk) omgedoopt en koning Gojong werd keizer. Hierna brak een periode van Russische invloed aan die duurde totdat Japan Rusland versloeg in de Russisch-Japanse Oorlog (1904-1905).
Korea was niet in staat om de Japanse agressie te weerstaan. Op 25 juli 1907 werd Korea een protectoraat van Japan en in 1910 werd het officieel geannexeerd.

## Japanse bezetting
Bij de Japan-Korea Annexatie-overeenkomst werd Korea ingelijfd in het Japanse keizerrijk in 1910. Deze overeenkomst werd als wettig beschouwd door Japan, echter niet door Korea, daar deze niet was ondertekend door de Koreaanse keizer, zoals werd vereist in internationale conventies. Korea werd bestuurd door een zogenaamde Gouverneur-Generaal tot en met de onvoorwaardelijke overgave van Japan aan de geallieerden op 15 augustus 1945.
Moderne transport- en communicatiemiddelen werden ingevoerd door Japan. Dit vergemakkelijkte de Japanse bezetting, maar bracht praktisch geen voordeel voor de inheemse bevolking. ze werden voornamelijk gebruikt om de Japanse commerciële behoeften te vervullen en het centrale Japanse bestuur te vereenvoudigen. De Japanners verwijderden de Joseon-hiërarchie en vernietigden het Koreaanse paleis. Ook brachten zij nieuw leven in het Koreaanse belastingsysteem, om aldus  Koreaanse rijst naar Japan te exporteren. Dit systeem veroorzaakte heel wat hongersnoden en diegenen die weigerden te betalen werden vermoord of gedwongen als dwangarbeiders te werken bij de spoorwegen, de mijn- of landbouw. Nadien werden Koreaanse slaven ook ingezet in andere, door Japan bezette gebieden.
Nadat de Koreaanse Keizer Gojong was overleden in 1919 (sommigen beweerden dat hij vermoord was door vergiftiging), kwamen er verscheidene bevrijdingsbewegingen tot leven. De bekendste was de Beweging van 1 Maart 1919. Deze beweging werd met geweld onderdrukt en ongeveer 7000 mensen werden gedood door het leger en de politie. Ongeveer twee miljoen mensen namen deel aan de opstanden (Japan beweerde dat het er maar een half miljoen waren). Vele Koreaanse christenen, waaronder een volledig dorp, werden door de Japanners gekruisigd of opgesloten in kerken om daar de verbrandingsdood te sterven. Deze beweging was ten dele geïnspireerd door de toespraak van de Amerikaanse president Woodrow Wilson van 1919 waarin hij verklaarde dat ieder volk recht had op zelfbeschikking en dat er een eind moest komen aan de Europese kolonisatie. Echter, hij maakte geen gewag van bevrijding van Korea, waarschijnlijk mede omdat een pro-Japanse stroming handelsovereenkomsten zocht naar China via Korea.
De Voorlopige Regering van de Koreaanse Republiek werd opgericht in Shanghai (China) als een uitloper van de Beweging van 1 Maart. Deze coördineerde de bevrijdingsinspanningen en het verzet tegen de Japanse bezetting. Tot de gevolgen hiervan behoorden de slag van Chingshanli in 1920 en de aanslag op Japanse leiders in China in 1932. Deze Voorlopige Regering werd gelegitimeerd in de Zuid-Koreaanse grondwet na de Tweede Wereldoorlog en werd beschouwd als de officiële regering in de periode tussen 1919 en 1948.
Aanhoudende rellen en aanslagen tegen de Japanse bezetting zoals de landelijke opstand van studenten in november 1929, leidden tot een verscherping van de Japanse heerschappij. En na het uitbreken van de Sino-Japanse Oorlog in 1937 en de Tweede Wereldoorlog, probeerde Japan Korea uit te wissen als zelfstandige natie. Aanbidding van Japanse Shinto-altaren werd verplicht, er mocht geen onderwijs meer gegeven worden in het Koreaans en ook de Koreaanse geschiedenis werd herschreven door de bezetters. Zelfs Koreaanse namen en de taal werden verboden. Vele waardevolle Koreaanse culturele en historische kunstvoorwerpen werden vernietigd of meegenomen naar Japan. Deels bevinden deze zich tot op heden nog in Japan bij particuliere bezitters of in musea.
Koreanen begonnen het schiereiland te verlaten en trokken naar Mantsjoerije of de Russische Maritieme Provincie om zich daar aan te sluiten bij verzetsbewegingen zoals de Dongnipgun (Bevrijdingsleger). Deze bevochten de bezetters in een guerrilla door continu de Koreaans-Chinese grens over te steken. Uiteindelijk hergroepeerden deze verzetsbewegingen zich in het Koreaanse Bevrijdingsleger in 1940, dat deelnam aan de geallieerde acties in China en Zuidoost-Azië. Tienduizenden Koreanen sloten zich ook aan bij het Volksbevrijdingsleger en het Nationaal Revolutionair Leger.
Gedurende de Tweede Wereldoorlog werden Koreanen verplicht om Japan te helpen in zijn oorlogseconomie. Vele duizenden Koreanen werden verplicht zich in te lijven in het Japanse leger en meer dan 200.000 vrouwen en jonge meisjes werden uitgebuit als seksslavinnen.

## De splitsing van Korea
In augustus 1945 valt de Sovjetunie Japan aan over land. In die periode sturen de Verenigde Staten de eerste troepen naar het vasteland. Om een confrontatie te voorkomen besloten de geallieerden Korea (evenals Duitsland en Oostenrijk) in twee afzonderlijke bezette zones te verdelen op 8 september 1945. De Verenigde Staten beheerden het zuidelijk deel van het schiereiland en de Sovjet-Unie het noordelijk deel. De Voorlopige Regering werd genegeerd, vooral dankzij de opvatting van de Amerikanen dat die te communistisch was. Oorspronkelijk werd deze splitsing als tijdelijk beschouwd en beoogde men een Verenigd Korea.
Op de Conferentie van Caïro op 22 november 1943 werd een overeenkomst gesloten die Korea onafhankelijk zou maken. Op de latere Conferentie van Jalta in februari 1945, kwam men tot een overeenkomst waarbij vier naties het voogdijschap zouden uitoefenen over Korea. Op 9 augustus 1945 staken Sovjet-tanks de noordelijke grens met Siberië over waarbij ze weinig of geen weerstand ondervonden. Japan gaf zich over aan de geallieerden op 15 augustus 1945.
In december 1945 werd in Moskou een conferentie gehouden om de toekomst van Korea te bespreken. Korea zou vijf jaar lang beheerd worden door een gemeenschappelijke Amerikaanse en Sovjet-commissie. Nadien kwam deze commissie bijeen in Seoel, maar ze kwam op een dood spoor doordat er geen overeenstemming bereikt kon worden over vorming van een Nationale Regering. Omdat hiervoor geen oplossing kwam legden de Verenigde Staten deze kwestie voor aan de Verenigde Naties in september 1947.
Doordat dit ook de periode was dat de Koude Oorlog begon, werd alle hoop de grond ingeboord voor een onafhankelijk en verenigd Korea. In het zuiden stelden de Amerikanen het land onder militair bestuur, wat effectief inhield dat de mensen die tijdens de Japanse bezetting het land hadden bestuurd, dat ook na de bezetting bleven doen. Uiteindelijk werd Syngman Rhee naar voren geschoven als de nieuwe president van het land. Rhee was woonachtig geweest in de VS. Toen hij in 1948 de eerste president van Zuid-Korea werd, verlieten de Amerikanen Korea.
In het noorden konden de communisten op de steun van het Sovjet-leger rekenen. In 1946 kwam Kim Il-sung in het noorden aan de macht. Hij voerde een hervorming van het grondbezit door, waarbij de grond uit handen van Japanse collaborateurs werd genomen en overgedragen werd aan arme boeren. Deze hervorming werd vrijwel zonder geweld doorgevoerd, maar veel voormalige grondbezitters vluchtten naar het zuiden. De Sovjet-Unie trok in 1948 haar legers terug uit het noorden.
Op 12 december 1948 werd tijdens de Derde Algemene Vergadering van de Verenigde Naties resolutie 195 ingediend waarbij verklaard werd dat de Republiek Korea (Zuid-Korea) de enige wettelijke regering was van Korea. In juni 1950 brak echter de Koreaanse Oorlog uit toen Noord-Korea Zuid-Korea binnenviel. Hierbij werd alle hoop op hereniging de grond ingeboord.

## Koreaanse oorlog
De tweedeling van het land werd door velen gezien als onwenselijk en over en weer vonden langs de grens schermutselingen plaats. Dit escaleerde toen op 25 juni 1950 de legers van Noord-Korea het zuiden binnenvielen. Dit gebeurde onder het voorwendsel dat zuidelijke troepen de grens zouden zijn overgestoken. De aanval moest dus gelden als een tegenaanval, waarmee de president van het zuiden, Syngman Rhee, gestraft diende te worden. Het noordelijke leger was veruit superieur aan het zuidelijke leger en op 28 juni bezette het noorden Seoel.
Amerikaanse troepen in Japan schoten het zuiden te hulp, maar dit mocht niet baten. In augustus waren ze teruggedreven tot een klein gebied in het zuidoosten van Korea en in september had men alleen het gebied rond Busan nog in handen. Busan bleef in handen van de Amerikanen als gevolg van aanhoudende bombardementen door de Amerikanen van Noord-Koreaanse troepen. Ook was de bevoorrading van de Amerikaanse troepen nu op volle sterkte en al snel beschikten de Amerikanen over 500 tanks. In september begon men met de tegenaanval.

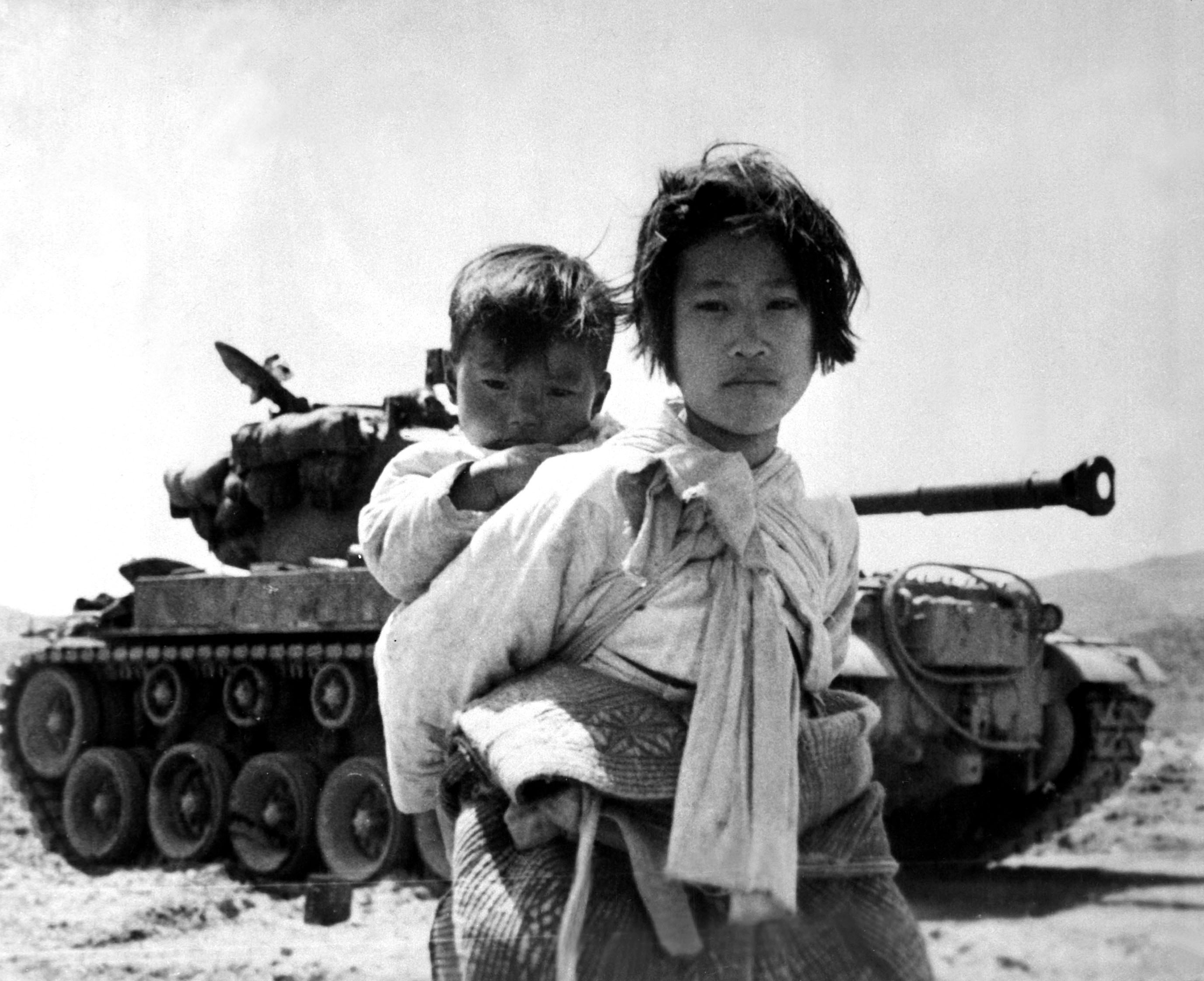
Koreaanse burgers tijdens de oorlog

Op 15 september landden VN-troepen bij Incheon onder leiding van Generaal MacArthur. Al snel hadden de VN Seoel weer veroverd op het Noorden en de tegenaanval zette zich door toen de VN-troepen het noorden binnenvielen. Aan de VN-missie namen diverse landen mee, waaronder België en Nederland.
Op 8 oktober, een dag nadat VN-troepen de 38ste breedtegraad overstaken, gaf de Chinese leider Mao Zedong opdracht om het Chinese Vrijwillige Leger samen te stellen. Op 1 november 1950 kwam het Chinese leger voor het eerst in contact met de geallieerde troepen. Het lukte de Chinezen om de geallieerden terug te dringen tot voorbij de 38ste breedtegraad. Vanaf juli 1951 kwam men in een patstelling terecht die tot 1953 duurde. Het front lag ter hoogte van de 38ste breedtegraad. Over en weer werden soms steekaanvallen uitgevoerd om te zien in hoeverre de andere zijde nog bereid was om te vechten. Twee jaar lang werden vredesbesprekingen gevoerd, eerst in Gaeseong en later in Panmunjeom. Op 27 juli werd een staakt-het-vuren getekend door Amerika en Noord-Korea, president Syngman Rhee weigerde te tekenen. Een officieel vredesverdrag is nooit door beide partijen ondertekend.
De Koreaanse oorlog scheurde een natie die sinds de 7de eeuw een eenheid had gevormd in tweeën. Aan beide kanten werden grote verliezen geleden. De opdeling liep niet alleen door het land, maar ook dwars door families. De grens tussen Noord- en Zuid-Korea geldt als een van de zwaarst bewaakte grenzen ter wereld.

## Korea na de Koreaanse oorlog

### Noord-Korea
In de jaren na de oorlog herstelde Noord-Korea, of de Democratische Volksrepubliek Korea, zich snel. In de jaren zestig was Noord-Korea qua industriële vooruitgang het tweede land in Azië, met slechts Japan voor zich. Het land kwam echter in een politieke spagaat nadat China en Rusland politiek en ideologisch elk een eigen kant op gingen. Noord-Korea kreeg minder hulp van Rusland. Noord-Korea probeerde zich onafhankelijk op te stellen en ging liefst haar eigen weg. Aan het eind van de jaren zeventig zag het zijn economie terugvallen. Hoge olieprijzen en verkeerde beslissingen op het gebied van mijnbouw en het leger zorgden voor verminderde economische groei. Ook had Noord-Korea moeite om zijn industrie te innoveren. Noord-Korea’s economie was gebaseerd op export van mineralen. De internationale prijzen van deze mineralen daalde echter aanzienlijk tegen het eind van de jaren zeventig, terwijl Noord-Korea juist net hoge internationale leningen had afgesloten om te investeren in mijnbouw.
De "Juche"-ideologie van Kim Il-sung was gericht op autarkie. Innovatie van buitenaf was er niet of nauwelijks. In de jaren tachtig zag Noord-Korea zich genoodzaakt om de internationale schulden terug te betalen, wat enorme armoede met zich meebracht voor het Noord-Koreaanse volk. In de jaren negentig werd het land tevens getroffen door hongersnood waarbij een groot deel van de bevolking om het leven kwam. In 1994 overleed Kim Il-sung en werd in 1997, na jaren van nationale rouw, opgevolgd door zijn zoon Kim Jong-il.
Ook Kim Jong-il heeft het economische tij niet kunnen keren voor het Noord-Koreaanse volk. De reden hiervoor is dat het land simpelweg failliet is. De omliggende landen, Zuid-Korea, Japan, Rusland, China, en de VS onderhandelen met Noord-Korea en het land ontvangt jaarlijks voedselhulp uit onder meer Zuid-Korea. Hoewel het inwoners van Noord-Korea verboden is om het land te verlaten, proberen jaarlijks vele Noord-Koreanen het land te ontvluchten. Dit gebeurt meestal in het noorden waar men de Yalu rivier probeert over te steken.
Kim Jong-il overleed in december 2011 en werd op 13 april 2012 opgevolgd door zijn jongste zoon, Kim Jong-un.

#### Juche
Juche is de naam van de Noord-Koreaanse staatsideologie. Juche is gebaseerd op drie pilaren, namelijk; onafhankelijkheid in politiek, economische onafhankelijkheid en een eigen leger. De ideologie moet ervoor zorgen dat Noord-Korea een zelfvoorzienend land wordt. Juche stelt het volk centraal, niet het individu, met boven het volk de leider. In de praktijk komt het erop neer dat onvoorwaardelijke trouw aan de leider wordt verwacht van het volk, waarbij de leider een haast goddelijke status krijgt toebedeeld. De Juche-ideologie faalt jammerlijk, en het land is in hoge mate afhankelijk van hulp van buitenaf om zijn bevolking te voeden.
In Noord-Korea wordt de Juche-kalender gebruikt, waarbij het jaar 1912 het eerste Juche-jaar is. 1912 is het jaar waarin Kim Il-sung werd geboren.

## Zuid-Korea
Na de Koreaanse oorlog keerde de regering van de Republiek van Korea op 15 augustus 1953 terug van Busan, waar het tijdens de oorlog gevestigd was, naar Seoel. Het zuiden ontving veel financiële hulp van de Verenigde Staten, soms bijna ter grootte van het nationale budget. Syngman Rhee verstevigde op oneigenlijke wijze zijn positie in de regering en liet zich in 1954 voor een periode van acht jaar herverkiezen. Aan zijn bewind kwam echter een einde na een studentenopstand in 1960. Yun Bo-seon werd toen verkozen tot president, maar deze werd in 1961 door majoor-generaal Park Chung-hee door middel van een staatsgreep weer afgezet. Park Chung-hee was ontevreden over de maatregelen die de regering had genomen.
De nieuwe militaire leiders beloofden om het land snel weer een democratisch gekozen bestuur te geven. Hoewel de militairen ook beloofden zich niet beschikbaar te stellen voor het presidentschap, brak Park Chung-hee deze beloften en won de verkiezingen van 1963 met een krappe meerderheid. Ook in 1967 won Park de verkiezingen. Volgens de Zuid-Koreaanse wet kon een president maar twee termijnen aanblijven. Via een amendement werd het Park mogelijk gemaakt om zich ook in 1971 weer beschikbaar te stellen. Hij won de verkiezingen van Kim Dae-jung met een kleine meerderheid.
Onder Park Chung-hee werden de banden met Japan genormaliseerd en de band met de Verenigde Staten verstevigd. Dit leidde ertoe dat Zuid-Koreaanse militairen meevochten in Vietnam.
In 1971 plaatste Park Zuid-Korea weer onder militair bewind en ontbond het Lagerhuis en in 1972 werd een nieuwe grondwet aangenomen die Park de controle gaf over het parlement. In de jaren erna werden vele dissidenten opgepakt.
In 1979 werd Park Chung-hee in het Blauwe Huis doodgeschoten door een lid van de Koreaanse geheime dienst, Kim Jae-kyu. In 1980 greep generaal Chun Doo-hwam de macht. Zijn rechterhand was Roh Tae-woo die in 1988 het presidentschap van Chun Doo-hwam overnam. Op 18 mei 1980 brak in de stad Gwangju een studentenprotest uit, welke door het leger bloedig de kop werd ingedrukt. Het publiek reageerde geschokt en de roep om een democratische regering werd groter. In 1987 was het zover, aan de vooravond van de Olympische zomerspelen werden door de Zuid-Koreaanse regering drastische maatregelen genomen die het land op weg hielpen een democratische natie te worden.
In 1992 werd voor het eerst in 30 jaar een president verkozen die geen militaire achtergrond had, Kim Young-sam. In de jaren die volgden, werd de ingeslagen weg van democratisering voortgezet. In 1997, het jaar van economische crisis in Azië, werd Kim Dae-jung gekozen als president. Kim was een voormalig dissident die onterecht veroordeeld was als aanstichter van het incident in Gwangju. Kim stelde de ‘Sunshine policy’ (zonneschijn politiek) in om op die manier toenadering te zoeken tot Noord-Korea. Dit leidde uiteindelijk tot een bezoek van Kim Dae-jung aan Kim Jong-il. Voor zijn inzet werd Kim Dae-jung beloond met de Nobelprijs voor de vrede in 2000.
Beschuldigingen van corruptie wierpen echter een schaduw over Kim Dae-jungs presidentschap en in 2002 werd Roh Mu-hyun de nieuwe president van Zuid-Korea. Op 25 februari 2008 nam Lee Myung-bak het roer van president Roh over. Lee was de voormalige burgemeester van Seoel en genoot bekendheid als degene die Cheonggyecheon restaureerde. Een stroom die vroeger door de oude stad liep en ooit op initiatief van Lee gedempt was om een weg aan te leggen.

#### Economische groei
In de jaren zestig begon Zuid-Korea aan een economische opmars. Het land veranderde binnen veertig jaar van een agrarische samenleving die verwoest was door een burgeroorlog in een geïndustrialiseerde samenleving.
Momenteel is de Zuid-Koreaanse economie een van de grootste van Azië en ook op globaal niveau speelt zij een belangrijke rol. Zuid-Korea is een belangrijke producent van hightech goederen, maar ook de staalindustrie, scheepsbouw, automobielindustrie en productie van elektronische goederen zorgen ervoor dat Zuid-Korea een belangrijke speler is op de internationale markt.
Nog een belangrijk exportproduct van de laatste jaren is de Koreaanse cultuur. In het bijzonder Koreaanse films, muziek en televisieseries worden warm onthaald in omringende landen maar kennen ook een groeiende schare fans buiten het Aziatische continent. Dit fenomeen wordt ‘hanllyu’ genoemd, Korean wave.